# Besoijen

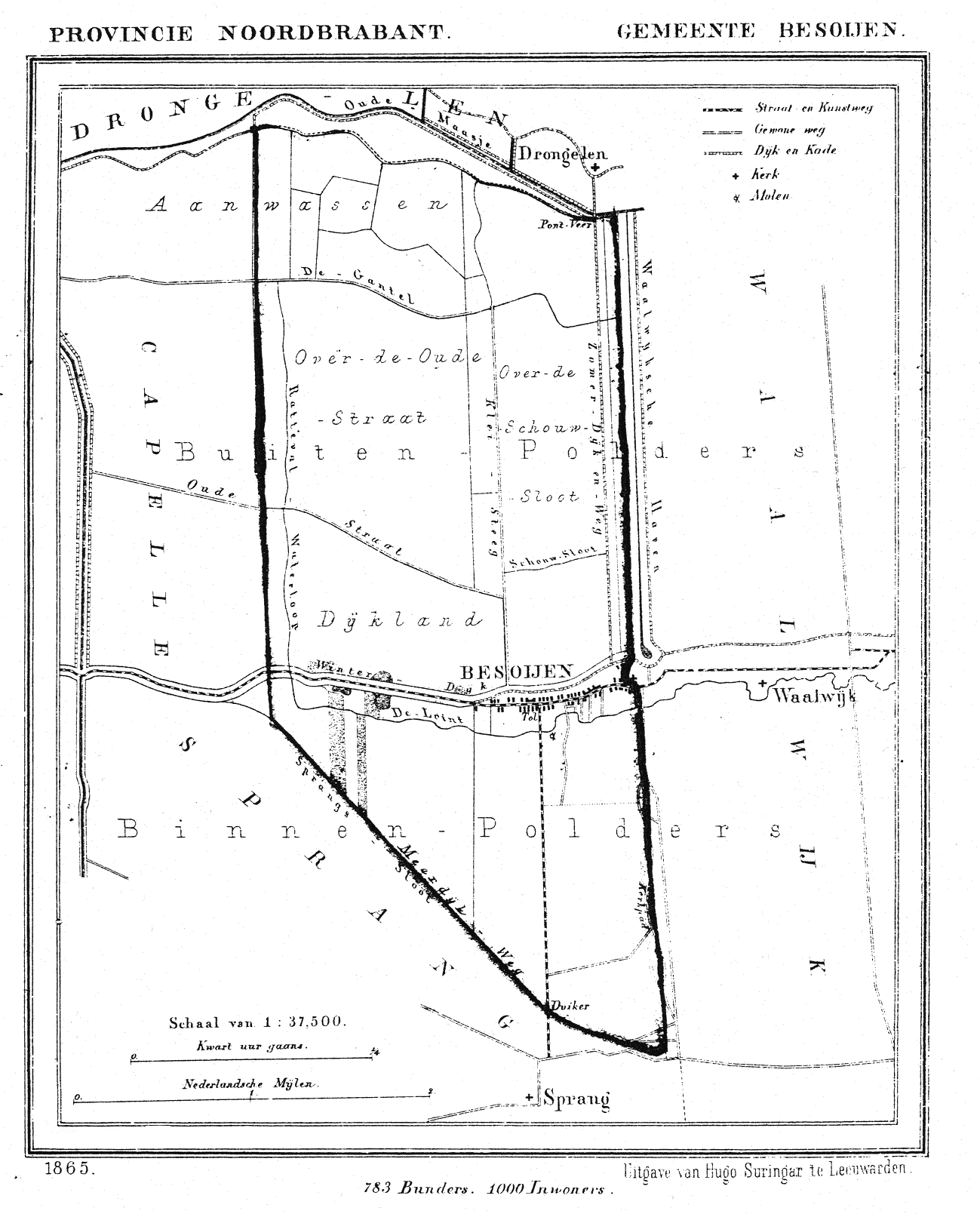
Besoijen in 1865

Besoijen is een wijk in de stad Waalwijk. Besoijen was een dorp dat ten westen van Waalwijk en ten oosten van Sprang lag, in tegenstelling tot Waalwijk, op het grondgebied van het  Graafschap Holland. Tot 1922 was het dorp een zelfstandige gemeente, waarna het een onderdeel van de gemeente Waalwijk werd. Besoijen is aan Waalwijk vastgegroeid en het is sindsdien een wijk van de gemeente Waalwijk.

## Etymologie
De oudste vermelding van de  ambachtsheerlijkheid Bysoeyen dateert van 3 juli 1313. Later zien we andere vormen zoals Bizoyen (1312-1350), Bysoyen (1314), Bysoye (1330), Besoyen (1357), Byzoyen, Bizoyen en Bysoyen (1388), Besoije (1573-1576), Besoeijen (1573), Besoije (1576), Bezooien (1836). Plaatsnamen die eindigen op ‘-oijen’ of ‘-ooien’ treffen we in Nederland vaker aan. De meervoudsvorm van ‘-ooi’ is ‘-ooien’ en betekent ‘waterland, nat weiland, vruchtbaar land aan de waterloop dat door aanslibbing is ontstaan’. Hier wordt gedoeld op de Oude Maas. Van het voormalige dorp Gansoijen weten we dat de naam in 1573 als Gans Oeijen geschreven werd. Onder andere om deze reden gaan we er vanuit dat de naam Besoijen gesplitst moet worden in ‘Bes-’ en ‘‑oijen’. ‘Bys-’ is een soortnaam: bies (‘scirpus’, latijn). Dit is een plantensoort die in natte weilanden en in duinvalleien groeit. Besoijen betekent dus ‘woonplaats aan de natte weilanden waar bies groeit’.

## Geschiedenis

Wapen van Besoijen

Eind 13e eeuw kreeg de graaf van Holland het westelijk deel van de huidige Langstraat in handen. Het was een drassig veengebied. De graaf besloot stukken land uit te geven om die te laten ontginnen. Met deze uitgifte ontstonden versnipperde heerlijkheden, zoals Besoijen.
In 1610 werd de Hervormde kerk gebouwd, maar in 1624, tijdens het Beleg van Breda werd het dorp, hoewel het Staats was, door Staatse troepen deels in brand gestoken. Van 1630-1637 waren het beurtelings Staatse en Spaanse troepen die vernielingen aanrichtten.
In 1806 veranderde de Bataafse Republiek in het Koninkrijk Holland geregeerd door Lodewijk Napoleon, broer van de Franse keizer. Het land werd opnieuw ingedeeld, Besoijen lag nu in het Departement Brabant. In 1810 werd Koninkrijk Holland ingelijfd door Frankrijk. Weer kwam een nieuwe verdeling. Besoijen lag voortaan in het Departement Bouches du Rhin (mondingen van de Rijn).
In Besoijen hebben aan de Tempeliersstraat nog een drietal zogeheten tempeliershuisjes gestaan. Deze zijn verdwenen en ook de fundamenten zijn niet meer aanwezig. Daar de Tempeliersorde in 1314 is opgeheven kan het niet waarschijnlijk worden geacht dat deze Orde zich ooit te Besoijen heeft gevestigd, zodat het tempeliersverhaal vrijwel zeker op een fabel berust.

## Joodse gemeente
De joodse gemeenschap in Waalwijk dateert van de 18e eeuw. In 1795 was er een scheuring en werd ze opgeheven. In 1814 werd ze ingedeeld bij ringsynagoge Tilburg en in 1835 werd de gemeente verheven tot bijkerk. Er zijn in de 19e eeuw enkele Joodse begraafplaatsen geweest, maar deze zijn verdwenen. Later werden de doden in Oisterwijk begraven.
Aanvankelijk was er geen synagoge, maar vanaf 1847 werd een van de drie Tempeliershuizen gehuurd om diensten in te houden. Dit pand werd aangekocht in 1869 en in 1884 als synagoge ingewijd. In 1901 woedde er een brand in het gebouw, maar in 1902 kon de synagoge weer in gebruik worden genomen. In 1940 werd de synagoge in beslag genomen door de bezetter, door wiens toedoen de helft van de joodse gemeenschap is omgekomen. De Joodse gemeente was na de oorlog met 15 leden te klein om zelfstandig verder te gaan. Men sloot zich in 1947 aan bij de gemeente van 's-Hertogenbosch. De synagoge op de hoek Grotestraat/Tempelierstraat werd voortaan als kantoor en later als magazijn gebruikt om in 1965 gesloopt te worden. In 1969 werd op de plaats van de synagoge een gedenkplaquette aangebracht.

## Bezienswaardigheden

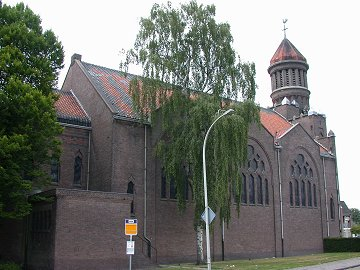
Kerk Maria Onbevlekt Ontvangen

- Hervormde kerk, aan de Grotestraat 26, is een van oorsprong voor de Hervormde eredienst gebouwde zaalkerk uit 1610, met een Vollebregt-orgel uit 1857. De aan de kerk gebouwde witte achtkante onderkelderde toren werd voorheen gebruikt als raadszaal en gevangenis. In de muur is een peilsteen gemetseld waarop de waterstand is aangegeven van de St.-Elisabethsvloed.
- Hervormde (oude) pastorie aan de Grotestraat 24 met lijstgevel (noordzijde), gevelsteen en paardentrog (zuidzijde), herbouwd na de brand in 1840. Thans appartementen. De nieuwe pastorie is gebouwd in 1962-1963.
- R.K. Kerk Maria Onbevlekt Ontvangen is een kerk aan Pastoor van Kesselhof 18, die gebouwd is als vervanger van een waterstaatskerk uit 1851. De bakstenen kerk, een uiting van het expressionisme, werd ontworpen door Dom Bellot en Pierre Cuypers jr. Ze werd ingewijd in 1926. In 2000 fuseerde de parochie met die van Sint-Jan te Waalwijk. De kerk werd onttrokken aan de eredienst. Het is echter een rijksmonument en in 2010 werden er plannen ontvouwd om er appartementen in te bouwen. In 2012 zijn de plannen gerealiseerd en is de bouw van 18 appartementen en 1 ruime gezinswoning voltooid.

## Natuur en landschap
Besoijen ligt tegenwoordig in het westelijke deel van de bebouwde kom van Waalwijk. Ten noorden van Besoijen ligt de Maasroute (A59) en ten noorden daar weer van ligt de Waalwijkse Haven. Ook ten westen van Besoijen ligt een autoweg (N261) met daar weer ten westen van het slagenlandschap van de Westelijke Langstraat.
Naar het oosten toe gaat Besoijen over in Waalwijk en ook ten zuiden van Besoijen liggen nieuwbouwwijken. De grensscheiding is ter hoogte van waar vroeger de toren van de Kerk aan de Haven stond.

## Nabijgelegen kernen
Sprang, Waalwijk, Drongelen, Capelle